# Eviota epiphanes
Eviota epiphanes és una espècie de peix de la família dels gòbids i de l'ordre dels perciformes.

## Morfologia
Els mascles poden assolir els 2,5 cm de longitud total.

## Distribució geogràfica
Es troba al sud del Japó, Hawaii i l'Illa Christmas.